# Apogonia brunneipennis
Apogonia brunneipennis är en skalbaggsart som beskrevs av Moser 1913. Apogonia brunneipennis ingår i släktet Apogonia och familjen Melolonthidae. Inga underarter finns listade i Catalogue of Life.